# CREATIVE MARKET TOKYO
CREATIVE MARKET TOKYO（クリエイティブマーケットとうきょう、略称：CMT）は毎年10月に東京で開催されるビジネスマッチング見本市である。

## 概要
経済産業省関東経済産業局の補助を受けて公益財団法人ユニジャパンが主催する、オリジナルコンテンツ、技術、アイデアを持つクリエイターや中小のコンテンツ制作会社のビジネス展開を支援するコンテンツビジネスマッチング見本市である。当初は東京コンテンツマーケットの名前で開催されていたが、2010年にライセンシング・アジアと共同開催を行ったことを契機にイベント名称がCREATIVE MARKET TOKYOに改められた。また、2012年からはそれまでのブース展示を中心としたスタイルから、ピッチ（プレゼンテーション）を中心としたスタイルへと変化している。2013年に名称がJapan Content Showcase 2013と再び改められた。

## 部門

### 現在ある部門・企画
- キャラクター&ライセンス部門
- 実写＆アニメ部門
- アプリ部門

## 会場
これまで、TEPIA、東京国際フォーラム、六本木ヒルズ、東京国際展示場にて開催されてきた。2012年はホテル グランパシフィック LE DAIBAにて行われる。

## 開催日程
| 回数   | 開催日程              | 会場                                             |
| ------ | --------------------- | ------------------------------------------------ |
| 第1回  | 2003年3月17日 - 18日  | TEPIA                                            |
| 第2回  | 2003年11月5日 - 6日   | 東京国際フォーラム                               |
| 第3回  | 2004年10月18日 - 19日 | 東京国際フォーラム                               |
| 第4回  | 2005年10月19日 - 20日 | 東京国際フォーラム                               |
| 第5回  | 2006年10月27日 - 28日 | 六本木ヒルズ森タワー「六本木アカデミーヒルズ40」 |
| 第6回  | 2007年10月25日 - 26日 | 六本木ヒルズ森タワー「六本木アカデミーヒルズ40」 |
| 第7回  | 2008年10月27日 - 28日 | 六本木ヒルズ森タワー「六本木アカデミーヒルズ40」 |
| 第8回  | 2009年10月14日 - 16日 | 東京国際展示場（東京ビッグサイト）東1ホール      |
| 第9回  | 2010年10月13日 - 15日 | 東京国際展示場（東京ビッグサイト）西4ホール      |
| 第10回 | 2011年10月27日 - 28日 | 六本木ヒルズ森タワー「六本木アカデミーヒルズ40」 |
| 第11回 | 2012年10月23日 - 25日 | ホテル グランパシフィック LE DAIBA2Fアトリウム   |
| 第12回 | 2013年10月22日 - 24日 | ホテル グランパシフィック LE DAIBA2Fアトリウム   |
| 第13回 | 2014年10月21日 - 23日 | ホテル グランパシフィック LE DAIBA2Fアトリウム   |
| 第14回 | 2015年10月20日 - 22日 | ホテル グランパシフィック LE DAIBA2Fアトリウム   |
| 第15回 | 2016年10月25日 - 27日 | グランドニッコー東京 台場2Fアトリウム            |
| 第16回 | 2017年10月23日 - 26日 | サンシャインシティ                               |
| 第17回 | 2018年10月23日 - 25日 | サンシャインシティ                               |
| 第18回 | 2019年10月22日 - 24日 | サンシャインシティ                               |